# 정예지 (배우)
정예지(鄭叡智)는 대한민국의 배우이자 모델이다. 여러 드라마에 주연으로 출연했다. 학교 시리즈 후아유 - 학교 2015에서 예지 역을 맡았고 영화 청년경찰에서 어린 경찰관 단영 역을 주연으로 맡았다.

## 참여 작품

### 영화
- 청년경찰
- 검객

### 텔레비전
- 후아유 - 학교 2015
- 굿 와이프 (2016년 드라마)
- 판타스틱 (드라마)